# Xylosma chlorantha
Xylosma chlorantha är en videväxtart som beskrevs av Donn. Smith. Xylosma chlorantha ingår i släktet Xylosma och familjen videväxter. Inga underarter finns listade i Catalogue of Life.